# Форт-Уайт (Флорида)
Форт-Уайт (англ. Fort White) — муниципалитет, расположенный в округе Колумбия (штат Флорида, США) с населением в 409 человек по статистическим данным переписи 2000 года.

## География
По данным Бюро переписи населения США муниципалитет Форт-Уайт имеет общую площадь в 5,96 квадратных километров, водных ресурсов в черте населённого пункта не имеется.
Муниципалитет Форт-Уайт расположен на высоте 21 м над уровнем моря.

## Демография
По данным переписи населения 2000 года в Форт-Уайт проживало 409 человек, 104 семьи, насчитывалось 151 домашнее хозяйство и 184 жилых дома. Средняя плотность населения составляла около 68,62 человек на один квадратный километр. Расовый состав населённого пункта распределился следующим образом: 50,61 % белых, 46,70 % — чёрных или афроамериканцев, 0,24 % — коренных американцев, 0,49 % — азиатов, 0,24 % — выходцев с тихоокеанских островов, 1,71 % — представителей смешанных рас, Испаноговорящие составили 3,42 % от всех жителей.
Из 151 домашних хозяйств в 33,8 % воспитывали детей в возрасте до 18 лет, 43,7 % представляли собой совместно проживающие супружеские пары, в 19,2 % семей женщины проживали без мужей, 31,1 % не имели семей. 28,5 % от общего числа семей на момент переписи жили самостоятельно, при этом 9,9 % составили одинокие пожилые люди в возрасте 65 лет и старше. Средний размер домашнего хозяйства составил 2,71 человек, а средний размер семьи — 3,35 человек.
Население муниципалитета по возрастному диапазону по данным переписи 2000 года распределилось следующим образом: 28,6 % — жители младше 18 лет, 8,1 % — между 18 и 24 годами, 24,9 % — от 25 до 44 лет, 22,5 % — от 45 до 64 лет и 15,9 % — в возрасте 65 лет и старше. Средний возраст жителей составил 37 лет. На каждые 100 женщин в Форт-Уайт приходилось 76,3 мужчин, при этом на каждые сто женщин 18 лет и старше приходилось 82,5 мужчин также старше 18 лет.
Средний доход на одно домашнее хозяйство составил 26 250 долларов США, а средний доход на одну семью — 28 000 долларов. При этом мужчины имели средний доход в 26 477 долларов США в год против 26 667 долларов среднегодового дохода у женщин. Доход на душу населения составил 26 250 долларов в год. 24,1 % от всего числа семей в населённом пункте и 26,8 % от всей численности населения находилось на момент переписи населения за чертой бедности, при этом 23,0 % из них были моложе 18 лет и 42,0 % — в возрасте 65 лет и старше.